# Классификатор видов экономической деятельности
Классификатор видов экономической деятельности (КВЭД, укр. класифікатор видів економічної діяльності, КВЕД) — украинский государственный статистический справочник, основным назначением которого является определение и кодировка основного и второстепенных видов экономической деятельности юридических лиц в Украине, обособленных подразделений юридических лиц (статистических единиц), которая осуществляется органами государственной статистики, и их отражение в ЕГРПОУ. Основной вид деятельности является определяющим признаком в формировании совокупности статистических единиц для проведения статистических наблюдений. Основной вид деятельности может быть изменен органами государственной статистики на основании данных государственных статистических наблюдений.